# ツリーイング・テネシー・ブリンドル
ツリーイング・テネシー・ブリンドル（英：Treeing Tennessee Brindle）は、アメリカ合衆国原産のツリーイング・ドッグ犬種である。

## 歴史
1960年代に誕生した犬種である。理想的なツリーイング・ドッグ犬種を作り出すため、あるイリノイ州の牧師が米国のありとあらゆる地域を奔走し、集めてきた優秀だが名が知られていないツリーイング・ドッグとプロット・ハウンド、セントハウンド系犬種などを複雑に掛け合わせることによって作り出された。作出に使われた犬種は30種以上にも上るが、多くは優秀であるが原産地外ではまったく名の知られていない、知られざる名犬種が用いられた。
主にピューマやボブキャット、アメリカクロクマ、アライグマといった大型で気性の荒い猛獣をツリーイングするのに用いられた。パックで獲物のにおいを追跡し、発見すると吠えながら追いかけて木の上に追い詰める。そして、追い詰めた獲物を主人が猟銃で撃ち落として犬に仕留めさせるのが主な猟の内容である。獲物の追跡中も吠え続け、主人に獲物との距離や大きさ、種類などを教える。獲物が猛獣であるため、木の上に追い詰められる前に獲物と闘わなければならなくなることも多々あるが、本種は仲間と連携して勇敢に立ち向かい、倒すこともできる。
アメリカでは猟犬として人気があり、1967年に公式のブリーダー・アソシエーションが設立された。大半は実猟犬として飼育されていて、ペットとして飼われているものはまれである。アメリカでは著名な猟犬種のひとつであるが、原産国外ではほとんど知られていない。FCIにはまだ公認されていない。

## 特徴
引き締まった筋肉質の体を持つ、クーンハウンドタイプの犬種である。胸は広く、脚は長い。マズルは太く短く、あごや全身の力が強い。耳は垂れ耳、尾は飾り毛の無い先細りの垂れ尾。頭頂部は平らである。コートは固めのスムースコートで、毛色はブラック・ブリンドル（黒虎毛）。体高41〜61cmの大型犬で、性格は忠実で従順、人懐こいが猟に出ると勇猛果敢で攻撃的になる。子供や他の犬とも仲良くすることができ、状況判断力も優れている。然し、使役柄により、大きくよく通る声で吠えるため、集合住宅での飼育には不向きである。尚、その声は無駄吠えではなく、主人に物事を話すための「声」であるため、吠えるのをやめさせるとストレスがたまってしまい、最悪の場合は破壊行動にも繋がってしまうため、やめさせるのはよくない。生粋の猟犬であるため、運動量は非常に多く、狩猟本能が旺盛である。このため、初心者が飼育するのには向かない犬種である。